# Aragüés del Puerto
Aragüés del Puerto è un comune spagnolo di 148 abitanti situato nella comunità autonoma dell'Aragona. Alcuni nativi continuano ad esprimersi in cheso, un dialetto dell'aragonese con connotazioni spiccatamente arcaiche.

Fa parte della comarca della Jacetania.